# مذاب ریسی

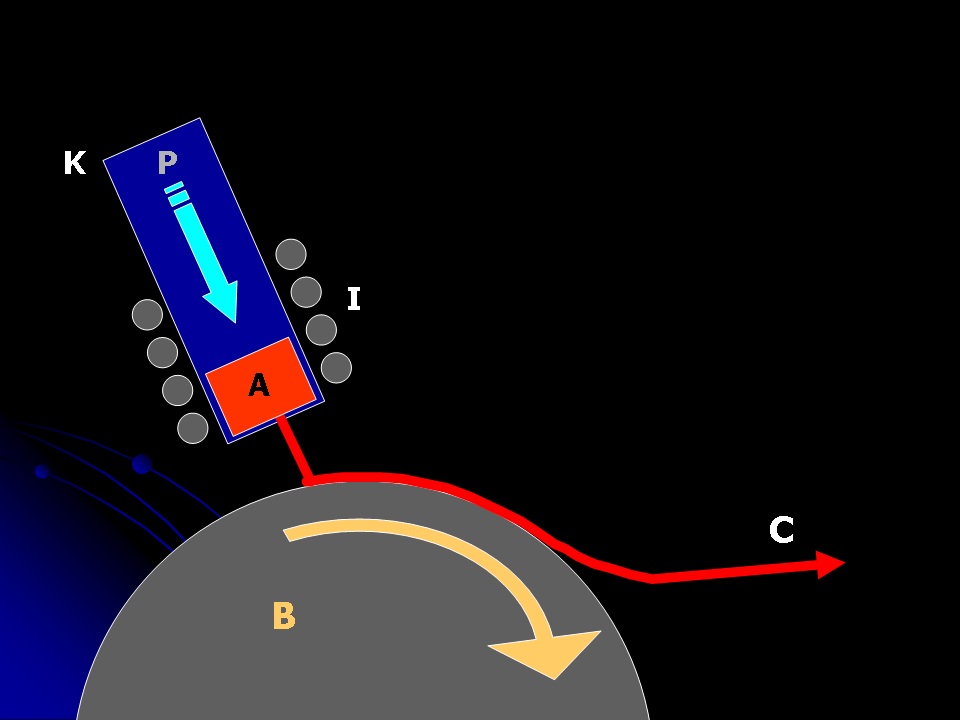
فلز (A) توسط سیم پیچ‌های القایی (I) ذوب می‌شود و توسط فشار گاز (P) به صورت جت از طریق یک اریفیس کوچک در بوته (K) روی درام چرخان (B) که بر روی آن به سرعت سرد می‌شود تا ماده آمورف به صورت تسمه تشکیل شود. (C)

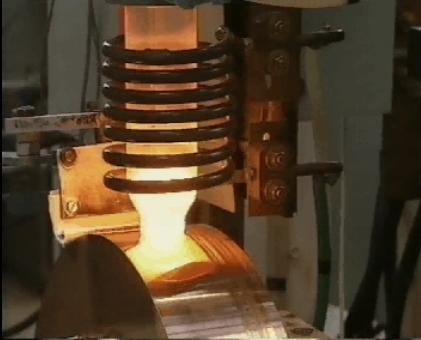
فرایند مذاب ریسی

مذاب‌ریسی (به انگلیسی: melt spinning) یک تکنیک شکل‌دهی فلزات است که به‌طور معمول در شکل‌دهی تسمه‌های نازک فلزی یا آلیاژی با ساختار ویژه، کاربرد دارد.
برخی کاربردهای مهم تجاری فلزات مذاب‌ریسی شده شامل ترانسفورماتورهایی با کارایی بالا (ترانسفورماتورهای فلزات آمورف)، وسایل سنسوری و تجهیزات ارتباطی و الکترونیک‌های قدرت می‌باشد.
فرایند عمومی مذاب‌ریسی شامل ریختن جت مذاب بر روی چرخ یا درام گردان می‌باشد که معمولاً به صورت داخلی با آب یا نیتروژن مایع خنک کاری می‌شود. قرارگیری سطح درام در مقابل جریان فلز مذاب امکان تداوم تولید را فراهم می‌کند و چرخش مداوم درام محصول تولیدی را از محیط درام خارج می‌کند. تسمه‌های استحصالی در طول خط تولید برای ساخت محصولات بیشتر یا بسته‌بندی هدایت می‌شوند.
نرخ خنک‌کاری قابل دستیابی در مذاب‌ریسی بین 104 تا 106 کلوین بر ثانیه می‌باشد. متعاقباً مذاب‌ریسی در توسعه موادی که به نرخ خنکاری شدیداً بالا نیاز دارند مانند فلزات آمورف مورد استفاده قرار می‌گیرد. به دلیل خنک‌کاری فوری، این محصولات دارای ساختار اتمی نامنظم می‌باشند که به آنها خواص مغناطیسی و فیزیکی منحصر به فردی می‌بخشد. (فلزات بی‌شکل را ببینید).
چندین فرایند مرتبط با مذاب‌ریسی وجود دارد که مزیت‌های مشخصی به فرایند مذکور می‌بخشند که شامل planar flow casting , twin roll melt spinning و auto ejection melt spinning می‌باشند.
اصل کار به رابرت پاند در یک سری از پتنت‌ها در خلال سال‌های (۱۹۵۸ تا ۱۹۶۱) بر می‌گردد. کانسپت رایج مذاب‌ریسی به‌وسیله پاند و مدین در ۱۹۶۹ ثبت شده‌است. به هر حال در ابتدا مذاب مایع در سطح داخلی درام کوئنچ می‌شد. لیبرمان و گراهام در ۱۹۷۶ فرایند مذکور را به عنوان یک تکنیک ریخته‌گری پیوسته این بار در سطح خارجی درام توسعه دادند. به‌وسیله این فرایند تسمه‌های نازک را می‌توان به‌طور پیوسته تولید کرد.

## فرایند
در فرایند مذاب‌ریسی آلیاژ یا فلز ابتدا در بوته ذوب می‌شود. سپس از گاز ورودی به بوته که معمولاً آرگون می‌باشد استفاده می‌شود تا ماده مذاب به صورت جت از نازل که در زیر بوته قرار دارد خارج شود. در نتیجه جریان مذاب به روی سطح خارجی چرخ یا درام چرخنده هدایت می‌شود. سطح خارجی درام به نازل خروجی مذاب نزدیک است ولی با آن برخورد نمی کندو به‌طور معمول سرعت سطح درام باید بین ۱۰ متر بر ثانیه تا ۶۰ متر بر ثانیه باشد تا از تشکیل فرم‌های قطره ایی یا ایجاد بریدگی در تسمه جلوگیری شود. در ابتدا، تماس جریان مذاب با درام حوضچه کوچکی از مذاب شکل می‌گیرد. به خاطر گرانروی کم مذاب و تنش‌های برشی به‌وسیله حرکت نسبی سطح درام فقط چند میکرون به چرخش درام اضافه می‌شود. بیشتر حوضچه مذاب به‌وسیله تنش سطحی بین نازل و درام می‌ماند. به هر حال مذاب در زیر حوضچه که در تماس مستقیم با درام است سریعاً به صورت تسمه‌ای نازک جامد می‌شود. تسمه جامد شده تا ۱۰ درجه بر روی درام چرخیده قبل از اینکه به‌وسیله نیروی گریز از مرکز از درام خارج شود.
این فرایند به‌طور مداوم رخ می‌دهد بنابراین در حالی که مواد جامد شده از زیر حوضچه خارج می‌شود ماده مذاب بیشتری از نازل به حوضچه اضافه می‌شود.

## متغیرهای مختلف
متغیرهای زیادی در فزایند مذاب‌ریسی پایه وجود دارد. کیفیت و ابعاد محصول بستگی به چگونگی بهره‌برداری و پیکربندی ماشین دارد. مطالعات زیادی در مورد اثر عوامل متغیر در پیکربندی دستگاه همراه با آلیاژهای مشخص انجام شده‌است. به‌طور مثال در اینجا مقاله‌ای دربارهٔ حالت‌های خاص یافته شده برای کارکرد بهتر دستگاه مذاب‌ریسی با آلیاژ Fe-B و Fe-Si-B وجود دارد.
در حالت کلی دستگاه‌های مذاب‌ریسی با متغیرهای زیادی کار می‌کنند که محصول نهایی به عوامل زیر بستگی دارد:
- گپ نازل: فاصله بین نازل و درام خنک کاری شونده که در ابتدا ضخامت تسمه را تحت تأثیر قرار می‌دهد.
- شکل نازل: نازل‌هایی که اجازه تشکیل حوضچه مذاب بزرگتری را بر سطح درام می‌دهند باعث تشکیل تسمه‌های عریض‌تر می‌شوند.
- نرخ جریان: نرخ جریان معمولاً به‌طور پیوسته به سرعت چرخشی درام بستگی دارد و اساساً عرض و ضخامت را تحت تأثیر قرار می‌دهد.
- سرعت چرخشی: سرعتی که در آن درام می‌چرخد به‌طور کلی باعث بوجود آمدن تسمه‌های نازک‌تر می‌گردد.
- دمای درام: دمای کارکرد درام اساساً ساختار اتمی تسمه نهایی را تحت تأثیر قرار می‌دهد. آلیاژهای مختلف در دماهای خاصی بهترین فرم ساختاری خود را کسب می‌کنند.

هرماده‌ای به‌طور متفاوتی عمل می‌کند. رابطه اثر تأثیر دقیق بین هر یک از این متغیرها و تسمه نهایی معمولاً به صورت تجربی مشخص می‌شود. دیگر متغیرهای تعدیل شده کمتر عمومی وجود دارند که تأثیر نهایی آنها بر روی ابعاد و ساختار نهایی تسمه نهایی مستند نشده‌است.
مدل‌های ریاضی شبیه‌سازی عددی محتلفی توسعه یافته‌است تا خواص مربوط به تسمه‌ها بر طبق سرعت مماسی درام، گپ نازل و فشار خروج مواد مذاب به‌دست آید.

## اصلاحات
فرایندها و تکنیک‌های مختلفی حول فرایند مذاب‌ریسی توسعه داده شده‌است که مزایای محتلفی را در کاربردهای صنعتی و ثبات تولید به ارمغان آورده‌است.

### ریخته‌گری جریان مسطح
در فرایند مذکور (PFC) به‌طور عمومی از مذاب‌ریسی برای تولید صنعتی ورقه‌های عریض فلزات آمورف استفاده می‌شود. در این فرایند برای خروج مذاب از بوته از نازل عریض تری استفاده می‌شود. در نتیجه حوضچه مذاب سطح بزرگتری از درام را پوشانده و در ادامه تسمه عریض‌تری شکل می‌گیرد. فرایند PFC به‌طور معمول در خلاء قالب ریزی می‌شود تا از اکسسیداسیون مواد مذاب جلوگیری نماید و این امر کیفیت محصول نهایی را تحت تأثیر قرار می‌دهد. با فرایند PFC به‌طور صنعتی تسمه‌هایی با عرض ۲۰۰ میلی‌متر به‌دست می‌آید.

### مذاب‌ریسی دو غلطکه
در twin roll melt spinning دو غلطک یا درام به جای یکی استفاده می‌شود. غلطک‌ها در کنار هم قرار می‌گیرند؛ به گونه‌ای که غلطک سمت چپ ساعت‌گرد و غلطک سمت راستی پادساعت‌گرد می‌چرخد. این پیکربندی باعث می‌گردد که ماده عبورکننده از بین این غلطک‌ها به پایین کشیده شود. مذاب جت شده بین غلطک‌ها در حین فرایند سرد شده و به صورت تسمه حارج می‌شود. مزیت فرایند مذکور درجه بالایی از کنترل بر روی ضخامت تسمه نهایی می‌باشد. در فرایند با غلطک تکی به علت نیاز به نظارت دقیق بر روی نرخ جریان مذاب، سرعت پرخشی و دمای مذاب کنترل ضخامت تسمه پیچیده‌است. در فرایند غلطک دوتایی، ضخامت مشخص و ثابت به راحتی با تغییر فاصله دو غلطک قابل دستیابی می‌باشد.
تا به امروز مذاب‌ریسی دو غلطکه منحصراً به مقیاس‌های آزمایشگاهی محدود مانده‌است.

### مذاب‌ریسی با خروج مذاب حودکار
فرایند AEMS نوعی از مذاب‌ریسی است که مواد به محض ذوب از نازل خارج شده و این امر نیاز به تکنیسین برای کنترل دستی جریان مذاب، دما و زمان‌بندی جریان خروج مذاب را از بین می‌برد.
این اصلاح دستیابی به سطوح بالاتر ثبات تولید و اتوماسیون فرایند را فراهم می‌کند.

## محصولات
فرایند مذاب‌ریسی برای تولید ورقه‌های فلزی نازک یا تسمه‌هایی که نزدیک به فلزات آمورف و غیر کریستالی هستند استفاده می‌شود. خواص الکتریکی و مغناطیسی منحصر به فرد حاصل از فلزات مذاب‌ریسی شده پیامد این ساختار و همچنین ترکیب آلیاژ یا فلزی است که برای تشکیل تسمه استفاده شده‌است.

### ساختار
به‌طور معمول، هنگامی که یک ماده فلزی سرد می‌شود، اتم‌های منفرد در الگوهای قوی و تکراری جامد می‌شوند تا یک جامد کریستالی را تشکیل دهند. به هرحال، در مذاب‌ریسی، مذاب آن‌قدر سریع سرد می‌شود که اتم‌ها زمانی برای تشکیل ساختارهای منظم قبل از انجماد ندارند. در عوض اتم‌ها در موقعیت‌هایی شبیه حالت مایع خود جامد می‌شوند. این ساختار فیزیکی باعث ایجاد خواص مغناطیسی و الکتریکی فلزات بی‌شکل می‌شود.

### خواص الکتریکی و مغناطیسی
ماده آمورف تولید شده توسط مذاب ریسی به عنوان آهنربای نرم در نظر گرفته می‌شود. به این معنی که مقاومت القایی آنها کمتر از 1000 Am−1 است، لذا که مغناطیس فلز بیشتر به تأثیرات خارجی پاسخ می‌دهد و می‌تواند به راحتی برانگیخته و غیربرانگیخته شود. این امر فلزات آمورف را به ویژه در کاربردهایی که به مغناطیسی شدن و مغناطیس زدایی مکرر یک ماده مربوط می‌شوند، مفید می‌کند. برخی از آلیاژهای آمورف نیز توانایی افزایش کانال شار ایجاد شده توسط جریان‌های الکتریکی را فراهم می‌کنند که این امر آن‌ها را برای حفاظت مغناطیسی و عایق سازی مفید می‌سازد.
خواص مغناطیسی دقیق هر آلیاژ بیشتر به ترکیب اتمی ماده بستگی دارد. به عنوان مثال، آلیاژهای نیکل-آهن با مقدار نیکل کمتر، مقاومت الکتریکی بالایی دارند، در حالی که آن‌هایی که درصد نیکل بیشتری دارند، نفوذپذیری مغناطیسی بالایی دارند.